# Polnische Eishockeyliga 1963/64
Die Saison 1963/64 war die 29. Spielzeit der polnischen Eishockeyliga, der höchsten polnischen Eishockeyspielklasse. Meister wurde zum insgesamt zwölften Mal in der Vereinsgeschichte Legia Warszawa. KS Pomorzanin Toruń stieg in die 2. Liga ab.

## Modus
In der Hauptrunde absolvierte jede der acht Mannschaften insgesamt 14 Spiele. Der Erstplatzierte der Hauptrunde wurde Meister. Der Letztplatzierte der Hauptrunde stieg in die 2. Liga ab. Für einen Sieg erhielt jede Mannschaft zwei Punkte, bei einem Unentschieden gab es einen Punkt und bei einer Niederlage null Punkte.

## Mannschaften
| Baildon Katowice |

| Warszawa |

| Górnik Katowice |

| Nowy Targ |

| Bydgoszcz |

| Łódź |

| Janów |

| Toruń |

| Baildon Katowice |

| Warszawa |

| Górnik Katowice |

| Nowy Targ |

| Bydgoszcz |

| Łódź |

| Janów |

| Toruń |

## Hauptrunde

### Tabelle
|    | Klub                | Sp | Tore  | Punkte |
| -- | ------------------- | -- | ----- | ------ |
| 1. | Legia Warszawa      | 14 | 72:32 | 22     |
| 2. | Podhale Nowy Targ   | 14 | 67:47 | 22     |
| 3. | Polonia Bydgoszcz   | 14 | 65:66 | 13     |
| 4. | Górnik Katowice     | 14 | 58:50 | 12     |
| 5. | Naprzód Janów       | 14 | 32:59 | 12     |
| 6. | ŁKS Łódź            | 14 | 43:44 | 11     |
| 7. | Baildon Katowice    | 14 | 47:65 | 10     |
| 8. | KS Pomorzanin Toruń | 14 | 42:63 | 10     |

Sp = Spiele, S = Siege, U = unentschieden, N = Niederlagen, OTS = Overtime-Siege, OTN = Overtime-Niederlage, SOS = Penalty-Siege, SON = Penalty-Niederlage